# Perché le stelle non ci cadono in testa?
Perché le stelle non ci cadono in testa? è un saggio divulgativo illustrato, pensato per i bambini dai 9 anni in su, scritto dal divulgatore scientifico Federico Taddia.
Si tratta di un'intervista alla professoressa Margherita Hack, a cui Taddia pone domande apparentemente bizzarre, ma che invece riflettono la curiosità e la sfrenata immaginazione dei più piccoli di fronte ad un argomento tanto affascinante quanto ancora avvolto da misteri: l'astronomia.
 Come si fa a vedere un buco nero se è nero? È vero che il pianeta Marte è abitato da ominidi verdi? C'è spazio nello spazio oppure è tutto pieno? Le stelle nascono, crescono e muoiono esattamente come noi? A queste e ad altre domande la Hack risponde con competenza e al contempo con semplicità, ben consapevole del pubblico a cui si sta rivolgendo.
Nel 2019 viene pubblicata la seconda edizione.

## Edizioni
- Federico Taddia e Margherita Hack, Perché le stelle non ci cadono in testa?, Editoriale Scienza, 2010, ISBN 978-88-7307-452-6.
- Federico Taddia e Margherita Hack, Perché le stelle non ci cadono in testa?, Editoriale Scienza, 2019, ISBN 978-88-7307-991-0.